# علم مقاطعة أورنبرغ
أعتمد علم مقاطعة أورنبرغ رسميا في يوم 29 تشرين الأول - أكتوبر من سنة 1997 م. ويتكون العلم من شعار النبالة للأوبلاست مستندة على خلفية حمراء اللون.